# くもはち
『くもはち』は、大塚英志の小説。2003年発表（角川書店）。
後に山崎峰水の作画による漫画版が『月刊少年エース』2005年5月号から12月号まで連載された。単行本は、全1巻、2005年発表。

## 作品概要
三流怪談作家のくもはちと、のっぺら坊の挿絵画家むじなが、明治の文豪と共に妖怪騒動に巻き込まれる妖怪ミステリー。

## 登場人物

### 主要登場人物
くもはち
三流怪談作家。
右目は義眼である。妖怪や西洋の風習に詳しい。
むじな
くもはちの友人の挿絵画家。
元々は写真屋をしていたが、ある日突然のっぺら坊になってしまい、顔と記憶を失う。写真館「浦島屋」に住んでいる。

### ゲストキャラクター
小泉八雲（こいずみ　やくも）
日本に魅せられた作家。
本作のキーパーソンだが、物語が始まった時点では既に亡くなっている。
夏目金之助（なつめ　きんのすけ）
東京帝国大学の英文学の講師。
イギリス留学中に神経衰弱を患い、帝大での自分の前任者である小泉八雲が自分を監視しているという妄想に取り憑かれる。
佐々木鏡石（ささき　きょうせき）
岩手県出身の文学者志望の青年。
文壇に知己を得るため、故郷に伝わる怪談の話を小説の題材として売ろうと、色々な作家を訪ねている。そのため「お化け問屋」と呼ばれている。
松岡國男（まつおか　くにお）
法制局参事官。
法律だけでなく神話や歴史にも詳しく、特赦に関する調査で全国を旅しながら、西洋の最新の学問であるフォークロアを使って妖怪退治をしている。
田山録弥（たやま　ろくや）
編集者兼作家。松岡の友人。
自分が破門した女性の弟子の事が忘れられず、彼女が使っていた蒲団の匂いを、仕事もせずに一日中かぐようになってしまう。
石川一（いしかわ　はじめ）
売れない歌人の青年。
同じく売れない作家である、くもはちと意気投合する。自分が一つ目に監視されているという不安感にさいなまれている。
アーサー
イギリス人の作家。
むじなが作った偽の妖精写真を本物と勘違いして、むじなに妖精界の扉を探してもらおうとロンドンからやって来た。
本田宗六（ほんだ　そうろく）
ロンドンからアーサーを追って来た私立探偵。
パイプをくわえ鹿撃ち帽をかぶっている。何故かコートから蜂蜜の匂いがする。

## 書籍情報
小説
全1巻（角川書店：2003年、角川文庫：2005年、単行本の表紙イラストは西島大介、文庫版は山崎峰水）
マンガ
全1巻（作画：山崎峰水、レーベル：角川コミックス・エース  2005年12月21日発売）
小説の単行本の装幀は寄藤文平が手掛けた。また、小説の文庫版、マンガ版の装幀はそれぞれ京極夏彦が手掛けた。

## くもはち。
「メフィスト」2003年5月号から2005年1月号に連載されていた西島大介の漫画。大塚英志は原案のみで西島のオリジナルストーリーとなっている。キャラクター造形は小説単行本の表紙と同じ。各ストーリーは小泉八雲の小説がモチーフになっている。全6話。未単行本化。
第一話：衝立の乙女
第二話：耳なし芳一
第三話：草ひばり
第四話：鮫人の恩返し
第五話：夢を食うもの
第六話：団子をなくしたおばあさん